# Novela sensacionalista
La «novela sensacionalista» («sensation novel») fue un género literario de ficción popular en Gran Bretaña, surgido a partir de las anteriores novelas melodramáticas y «novelas de Newgate», y desarrollado en las décadas de 1860 y 1870. P. D. Edwards observa que el término «sensation novel» se aplicó inicialmente en tono despectivo a una amplia gama de novelas de crímenes, misterio y terror escritas en la década de 1860. El subgénero quedó eficazmente definido en un período de dos años por las novelas de Wilkie Collins, Ellen Wood y Mary Elizabeth Braddon, inicialmente publicadas por entregas en las nuevas revistas literarias antes de aparecer en un formato de tres volúmenes favorecido por los préstamos bibliotecarios.
Diversos fenómenos de mediados de siglo dieron lugar a la popularidad de la novela sensacionalista:
- La abolición en 1855 del impuesto del timbre sobre el papel de imprenta.
- El incremento concomitante de la difusión de periódicos.
- Un incremento en el número de lectores en la Gran Bretaña del victorianismo medio.
- El dramático incremento en el número de bibliotecas circulantes.
- Nuevas revistas literarias semanales y mensuales (a menudo ilustradas).
- Ficción por entregas de gran interés para mantener un público lector estable.
- Juicios notorios como el del envenenador Palmer.[Nota 2]
- Periodismo sensacionalista.
- Reformas en los trámites de divorcio.
- Educación pública.[2]

Este género se centró en historias urdidas en torno a biografías criminales, descendiendo también de los géneros de narrativa gótica y romántica. Winifred Hughes asocia el auge de la «novela sensacionalista» en la década de 1860 con un continuado gusto popular por la novela gótica del siglo anterior (particularmente el goticismo escalofriante de Ann Radcliffe y el más horripilante de Matthew G. "Monk" Lewis, las novelas históricas de Sir Walter Scott, las historias orientales de Lord Byron) y por la más reciente «novela de Newgate», iniciada por William Harrison Ainsworth, Edward Bulwer-Lytton y Charles Dickens. Los críticos conservadores, sostiene esta autora, consideran este nuevo subgénero ―como así ejemplifican las novelas de principios de la década de 1860 de Wilkie Collins, Ellen Wood y M. E. Braddon― como "impetuoso, vulgar y subversivo". Si bien fue La dama de blanco (1859-60), de Wilkie Collins, la novela que inició la moda «sensation», sería la controvertida East Lynne (1861), de Ellen Wood, la primera obra en ser denominada por la crítica como "sensacionalista" y la que inició una tendencia entre cuyos principales exponentes también se incluyen, además de los mencionados Collins (Sin nombre, 1862; Armadale, 1866) y Wood (La sombra de Ashlydyat, 1863), Mary Elizabeth Braddon (El secreto de Lady Audley, 1862; Aurora Floyd, 1863) y Charles Reade (Griffith Gaunt, o los celos, 1866; Juego sucio, 1869).

## Principales autores

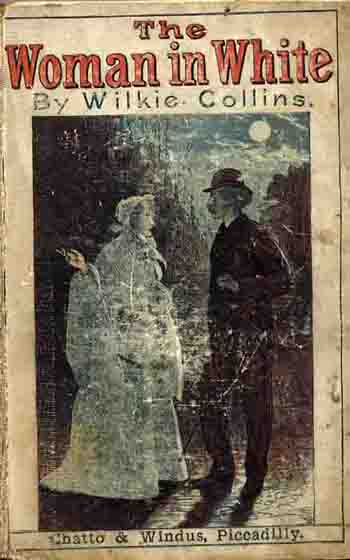
Portada de una edición de La dama de blanco, de Wilkie Collins (Chatto & Windus, 1890).

Wilkie Collins (1824-1889) encontraría su verdadero campo de acción en la novela de la vida moderna, en la que su poder reside principalmente en la construcción de una trama hábil, que atrae la atención del lector y mantiene a raya su curiosidad hasta el final. En 1860 lograría un gran éxito con la publicación de La dama de blanco, que fue inicialmente impresa en All the Year Round. Desde ese momento disfrutaría de tanta popularidad como ningún otro novelista de su tiempo. Sobresaliendo en todos los trucos que un novelista tiene a su disposición, Collins demostró ser un espléndido escritor en serie, y todas sus mejores obras posteriores a La dama de blanco, tales como Sin nombre, Armadale, La piedra lunar y The New Magdalen, fueron escritas de esa manera ―Armadale y The New Magdalen en el Cornhill y en el Temple Bar, respectivamente; las otras tres (incluida su más brillante obra) en All the Year Round―.
En cuanto a La dama de blanco, la estructura de la obra es la de un juicio en el que los lectores escuchan, como si fueran el jurado, las versiones de diferentes testigos. Después de Armadale (1866), brillante novela de crimen, delito y bigamia, Collins publica La piedra lunar (1868) en las páginas del periódico de Dickens All The Year Round. Tanto en La dama de blanco como en La piedra lunar, Collins hace gala de una elevada calidad poética, casi mística, unida al poder para crear un argumento de misterio elaborado y bien caracterizado. Tras The New Magdalen (1873), su ingenio se iría agotando progresivamente, y sus historias posteriores fueron poco más que tenues ecos de sus éxitos anteriores.
Si bien sus colores resultaban ocasionalmente crudos y sus métodos violentos, era al menos un maestro de la situación y el efecto. Su truco de contar una historia a través de las bocas de diferentes personajes resulta en ocasiones irritantemente inconexo; pero tenía la virtud de otorgar un aire de evidencia real y de realidad a la elucidación de un misterio. Poseía en el más alto grado el don del interés absorbente; los giros y la complejidad de sus tramas resultan sorprendentemente ingeniosos, y muchos de sus personajes no solo son reales, sino insólitos. El conde Fosco de La dama de blanco es tal vez su obra maestra; el personaje ha sido imitado una y otra vez, pero ninguna imitación ha alcanzado la sutileza y el humor del original.
La influencia de Dickens es claramente perceptible en la obra de Collins, a pesar de que hay razones para creer que Collins ejerció casi tanta influencia sobre las últimas obras del gran escritor como Dickens sobre las suyas. Dickens anhelaba brillar como elaborador de tramas, mientras que Collins, el anterior maestro de la trama, aspiraba a ser un delineador de caracteres y a producir ficción didáctica y novelas reformadoras según el modelo dickensiano. El poder de Collins en sus novelas inspiradas en la vida contemporánea reside principalmente en la construcción de una trama hábil, que mantiene la atención del lector y desconcierta su curiosidad hasta el final.
Ellen Wood (1814-1887), que escribió bajo el seudónimo de «Mrs. Henry Wood», fue autora de más de treinta novelas, muchas de las cuales, especialmente East Lynne, tuvieron notable popularidad. Aunque las historias resultan por lo general interesantes, no tienen un estilo distintivo. Su primer gran éxito llegó con East Lynne (1861), una historia extensa que comenzó a publicarse a través de las páginas del New Monthly Magazine y obtuvo una enorme popularidad. Fue traducida a la mayoría de las lenguas europeas y a varias orientales, y fue objeto de varias adaptaciones teatrales. East Lynne fue seguida en 1862 por dos novelas que alcanzaron una popularidad casi tan grande: Los problemas de la señora Halliburton y The Channings, en las que la escritora, con resultados muy afortunados, confía menos en una trama melodramática y más en lo autobiográfico y en el colorido local. Sus relaciones con Bentley, su editor, no experimentaron cambio alguno desde su primer éxito en adelante. De éstos su favorito era La sombra de Ashlydyat (1863).

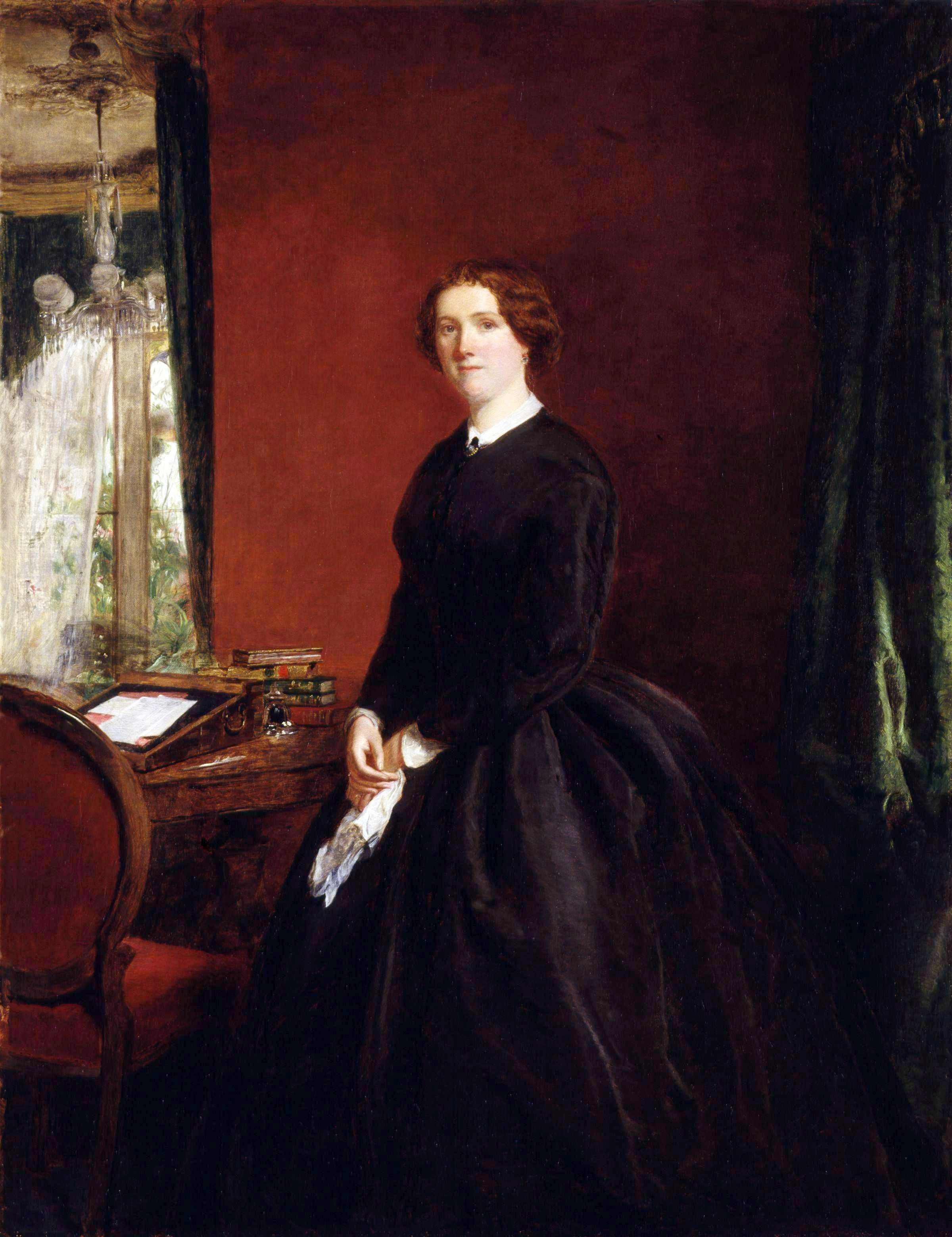
Retrato de Mary Elizabeth Braddon (1865), obra del pintor William Powell Frith (1819-1909).

La prolífica Mary Elizabeth Braddon (1837-1915) interesa histórica, social y literariamente por ser una novelista folletinesca que se dedicó a abastecer la demanda popular de lo sensacional y romancesco. La más famosa de sus 75 novelas es El secreto de Lady Audley (1862), con la que ganó reconocimiento y fortuna y que ha sido adaptada al teatro, el cine y la televisión en varias ocasiones. La siguió Aurora Floyd, una novela con una marcada afinidad con Madame Bovary, y alcanzó el mismo éxito. Sus inmediatas sucesoras ―La victoria de Eleanor, El legado de John Marchmont, Henry Dunbar― siguen siendo junto con sus anteriores obras las más conocidas de sus novelas, pero todos sus numerosos libros han encontrado un público amplio y agradecido. Dan, en verdad, exactamente lo que requiere la gran mayoría de los lectores de ficción; melodramáticos en trama y personajes, convencionales en sus visiones de la vida, con todo se caracterizan por la destreza constructiva y la opulencia inventiva.
En 1863 Miss Braddon fue considerada como una escritora extraordinariamente sensacionalista y casi "indecorosa" ―una opinión que estaba absolutamente injustificada―.
Marie Louise de la Ramée, «Ouida» (1839-1908), comenzó su carrera literaria bajo los auspicios de Harrison Ainsworth. Su primera novela extensa, Granville de Vigne, apareció en The New Monthly Magazine en 1860. Tres años después, en 1863, Tinsley la publicaría en tres volúmenes, cambiando con su consentimiento el título a Held in Bondage, y fue seguida en rápida sucesión por Strathmore (1865), Chandos (1866) y Under Two Flags (Bajo dos banderas, 1867). La lista de obras posteriores de Ouida es muy extensa; pero basta con decir que, junto con Moths (1880), las ya mencionadas no solo son las más características, sino también las mejores.
Las novelas de Ouida pueden ser censuradas por medio de críticas puramente literarias y por motivos de moralidad o gusto. Por lo general, resultan ostentosas y, con frecuencia, malsanas. No obstante, resulta imposible rechazar libros como Chandos y Under Two Flags simplemente por tales motivos. El énfasis dado por Ouida a las motivaciones de la pasión sensual se combinaba en ella con un don original para la localización y la trama, y también con genuinas facultades descriptivas que, aunque desfiguradas por una observación imprecisa, por solecismos literarios y por una extravagancia cursi, le permitían, en su mejor momento, construir un relato pintoresco y poderoso. En ocasiones muestra un poderío considerable, pero en conjunto sus escritos tienen un tono malsano, carecen de realismo y no es probable que ocupen un lugar permanente en la literatura.
A principios de la década de 1860, Charles Reade (1814-1884) diseñó una secuela de su relativamente trivial historia Love me little, love me long (Ámame poco, ámame por mucho tiempo). La tituló Very Hard Cash, y con ella contribuyó por entregas al All the Year Round, por cuyo director, Charles Dickens, sentía una admiración sin límites. A pesar de que la difusión de la publicación periódica disminuyó mientras la historia estuvo en curso en sus páginas, ésta lograría, al publicarse por separado como Hard Cash en 1863 (3 volúmenes), una popularidad bien merecida. Se trata de un fascinante registro de agónicas evasiones por mar y tierra, culminando con revelaciones de las iniquidades en los manicomios privados, y con críticas un tanto extravagantes sobre la profesión médica.
Su siguiente novela, Griffith Gaunt o los celos, fue escrita en 1865 como historia por entregas para el recién lanzado Argosy, un magacín que fue fundado y dirigido por Mrs. Henry Wood. La aparición de esta novela en 1866 (3 volúmenes) marcó el punto culminante en su carrera. Pero la historia, que en intensidad del interés y del patetismo merece un lugar junto a El claustro y el hogar, fue violentamente atacada por los críticos por desmoralizadora.
En su mejor momento Reade era un narrador admirable, pleno de recursos y de capacidad para excitar horror y compasión; pero su ambición de sobresalir como dramaturgo pugnaba en contra de su éxito como novelista, y casi toda su obra está desfigurada por un afán en pos del efecto teatral. Esta tendencia resulta muy evidente incluso en Griffith Gaunt, que en intensidad del interés ocupa el primer lugar entre sus libros.

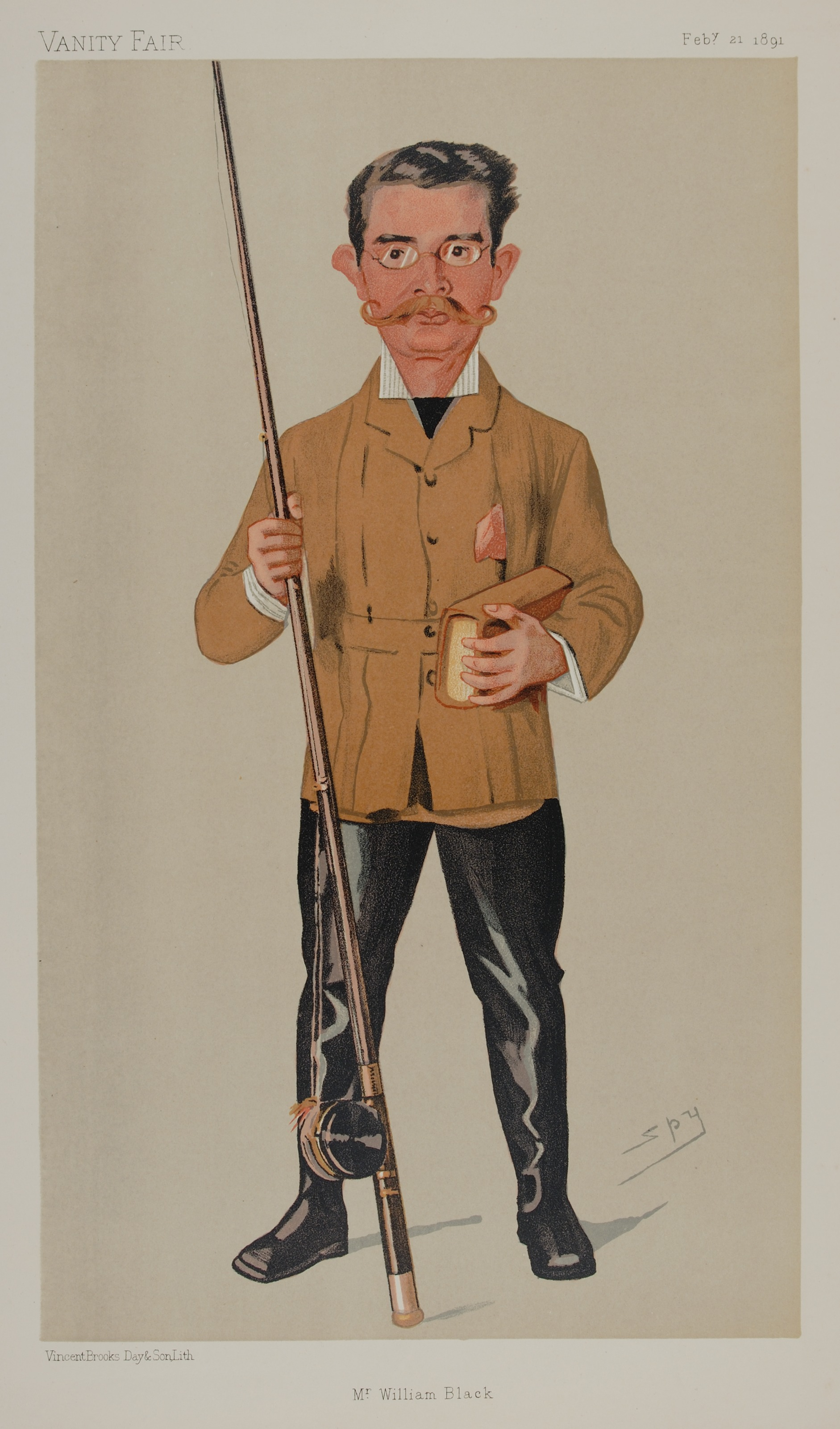
Caricatura de William Black, obra del dibujante Leslie Ward (1851-1922), publicada en la revista Vanity Fair el 21 de febrero de 1891, dentro de la serie «Men of the Day».

William Black (1841-1898), periodista y novelista escocés, publicó en 1864 su primera novela, James Merle, una autobiografía, que pasó absolutamente desapercibida por las revistas literarias. Su experiencia como corresponsal de guerra en la Selva Negra durante la guerra austro-prusiana (1866) contribuyó al éxito de su excelente novela In Silk Attire (Con atuendo de seda, 1869), parte de la cual estaba ambientada allí. Ya en 1867 había producido una buena novela en Amor o matrimonio, que perdió popularidad por discutir cuestiones sociales delicadas. Después de su primer éxito en la ficción, abandonó el periodismo, y se dedicó por completo a la producción novelística. Durante casi treinta años conservó con éxito el favor popular. El éxito de Con atuendo de seda ayudó a Kilmeny (1870), una historia igualmente deliciosa por sus esbozos de la vida artística londinense y sus paisajes rurales, y a Un monarca de Mincing Lane; pero el primer verdadero triunfo del autor fue conseguido por Una hija de Heth (1871). Aquí fue más afortunado en su tema, describiendo la domesticación de una briosa mujer francesa en una familia puritana escocesa. Las extrañas aventuras de un faetón (1872) fue si cabe más exitosa, e introdujo lo que se convertiría en característica particular de Black: una combinación tan exhaustiva de escenas de experiencias reales de viajes y deporte con aventuras ficticias que el lector a veces difícilmente sabía si estaba leyendo un libro de viajes o una novela. Black alcanzó su punto álgido en Una princesa de Tule (1873), otro gran éxito que más tarde sería adaptado al teatro musical. Tanto en este libro como en Madcap Violet (1876), como anteriormente en Una hija de Heth, la delineación del personaje femenino constituía un atractivo especial. Retirado del periodismo en 1875, desde entonces se dedicó por completo a la literatura de ficción. Muchos otros títulos (varias colecciones de relatos y más de veinte novelas) se sumaron antes de su muerte en 1898, entre los que cabe mencionar Green Pastures and Piccadilly (1877); Macleod of Dare (1878); White Wings (Alas blancas, 1880); Sunrise (Amanecer, 1880), una novela de intriga política internacional; La bella infeliz (1881), una de las varias historias ambientadas en Brighton; Shandon Bells (1882), en gran parte ambientada en Irlanda; Yolanda (1883), que en parte se ocupa de la drogadicción; Aventuras en Tule (1883); Judith Shakespeare (1884), una novela histórica protagonizada por la hija del célebre dramaturgo; Las mujeres sabias de Inverness y otras misceláneas (1885); White Heather (Brezo blanco, 1885); Las extrañas aventuras de una casa flotante (1888); La penitencia de John Logan y otros cuentos (1889); El nuevo príncipe Fortunato (1890), una novela sobre la vida teatral de Londres; ¡Mantente firme, Craig Royston! (1890); Donald Ross of Heimra (1891); Highland Cousins (1894); y Wild Eelin (1898). Sus mejores historias son las que estaban ambientadas en medio de las ventosas montañas de su tierra natal, o sobre la cubierta de un velero en el mar frente a las agrestes costas. Sus descripciones de tales escenarios son sencillas y pintorescas.
Durante el transcurso de su vida, las novelas de Black fueron inmensamente populares, y se las comparó favorablemente con las de Anthony Trollope, aunque algunos críticos se quejaron de que sus escritos revelaban demasiado su interés por la caza y la pesca.
R. D. Blackmore (1825-1900) escribió quince novelas, todas meritorias, y dos o tres de ellas de un mérito excepcional. Su primera novela, Clara Vaughan, publicada de forma anónima, apareció en 1864, cuando el autor rondaba los cuarenta años, y marcó el inicio de su fama. A pesar de las situaciones dramáticas del libro y del notable poder de observación que manifestaba, Clara Vaughan fue considerada como un relato sensacionalista curiosamente desigual, que trata de desentrañar el crimen, y con todo resulta luminoso por sus exquisitas transcripciones de la naturaleza. Las virtudes de la novela fueron reconocidas de inmediato. Cradock Nowell (1866) fue descrita por su autor como "un cuento de New Forest". Su protagonista masculino es uno de los mejores héroes de Blackmore, y en Amy Rosedew legó al mundo una de las más fascinantes heroínas.
Alice Lorraine (1875) transporta de inmediato al lector a las South Downs, y algunos de los personajes que pueblan sus páginas resultan inimitables. Otras novelas suyas de este género fueron: Mary Anerley (1880); Christowell (1882); Kit y Kitty (1889); Perlycross (1894); y Dariel (1897). Todas ellas llevan el sello inconfundible de su personalidad atractiva y poco convencional, aunque en punto a mérito y poder de atracción resultan curiosamente desiguales. Christowell tal vez ofrezca la mejor imagen del autor, aunque en cada libro que escribió su propia personalidad salta a la vista. Sus novelas dan testimonio de su sinceridad y pujanza, de su generosa interpretación de sus semejantes, de su caballerosa devoción por muchachas y mujeres, de su aguda apreciación de la belleza de la naturaleza, de su sublime perspectiva de la vida, y del humor sagaz, la luminosa imaginación y la delicada simpatía que introdujo en la interpretación de la rutina común.
La periodista y egiptóloga Amelia Edwards (1831-1892) escribió en total solo ocho novelas, cada una de las cuales, según ella solía decir, le llevaba dos años de trabajo. Su primer éxito llegó con la Historia de Bárbara (1864), que alcanzó tres ediciones, además de ser publicada por Harper (en Estados Unidos) y Tauchnitz (en Alemania), así como traducida al alemán, italiano y francés. Centrada en el tema de la bigamia, esta obra consolidó su reputación como novelista.[cita requerida] Solía dedicar bastante tiempo a documentarse y a la labor de creación de ambientes para sus novelas. A El juramento de Debenham (1870), que contiene una descripción de la elusión del bloqueo en el puerto de Charleston, le dedicó infinitos sufrimientos para ser certera en los detalles locales. De nuevo con su última y más popular novela, Lord Brackenbury (1880), hizo un viaje extraordinario a Cheshire para estudiar del natural el escenario de la historia. Esa minuciosa y ardua labor de composición dio sus frutos: Lord Brackenbury fue un éxito comercial arrollador que alcanzó no menos de quince ediciones.
James Payn (1830-1898) publicó en 1864, en las páginas del Chambers's Journal, su historia más popular, Lost Sir Massingberd. A partir de entonces siempre se dedicaría a escribir novelas, de entre las cuales las más populares son Married Beneath Him (1865), El año de Carlyon (1868), By Proxy (1878) y The Talk of the Town (1885). Se ha dicho que la novela hizo incrementar la difusión [de dicha publicación periódica] en veinte mil ejemplares, y promovió permanentemente la popularidad del autor. By Proxy, publicada de forma independiente en 1878, fue, según él, la más popular de sus novelas, y asentó plenamente su posición. Como novelista, Payn estuvo muy influido por Dickens, aunque sin imitarle.
El escritor y periodista irlandés Joseph Sheridan Le Fanu (1814-1873) viviría retirado tras la muerte de su esposa en 1858, y lo mejor de su obra fue escrito en este período de su vida. Escribió algunas ingeniosas novelas, de un nivel sensacional, en las que da rienda suelta a su vigorosa imaginación y a su pasión irlandesa por lo sobrenatural.
En 1864, el periodista Edmund Yates (1831-1894) escribió una obra de ficción sumamente exitosa, Broken to Harness: a Story of English Domestic Life. El crítico y biógrafo John Forster elogió la novela y comparó a su autor con Anthony Trollope. No hay mucho en común entre ambos novelistas, excepto que los dos fueron funcionarios del servicio postal. Las novelas de Yates son posiblemente superiores en ejecución y construcción, abundando como lo hacen en situaciones intensas, pero carecen del interés duradero inherente a las mejores obras de Trollope. Las suyas resultan muy irregulares; Broken to Harness y Black Sheep tal vez sean las dos mejores.
Rhoda Broughton (1840-1920), sobrina de Sheridan Le Fanu, ganó rápida celebridad por su audacia inicial. Produjo su primera novela, Cometh Up as a flower, en 1867, siguiendo a ésta en un breve intervalo con Not Wisely but too Well (1867) y Red as a Rose is She (1870). En la sociedad rural inglesa, en la que había sido criada, tales novelas fueron entonces consideradas como experimentos demasiado osados. Otras obras suyas: Goodbye, Sweetheart, Goodbye (Adiós, amor, adiós) (1872), Nancy (1873), Belinda (1883), Doctor Cupido (1886), Alas! (1890), ¿Escila o Caribdis? (1895), Querida Faustina (1897), The Game and the Candle (1899), Foes in Law (1901). Nunca se libró de su reputación de crear heroínas difusas y de moral ligera, lo que era cierto en sus primeras novelas, y por lo tanto se estableció la idea de que su obra era meramente ligera y sensacionalista.[cita requerida]
A pesar de que Wilkie Collins bien pudo haber sido "el rey de las «sensation»", la familia real de este nuevo subgénero no fue ni mucho menos reducida. Otros escritores que hicieron incursiones en el género: Henry Kingsley.

## Temáticas
Algunos de los recursos empleados por los autores de «sensation novels» incluyen la revelación de la hipocresía en la sociedad educada, la bigamia intencionada y no intencionada, el adulterio, la ilegitimidad encubierta, una emotividad extrema, el diálogo y la trama melodramáticos, y el villano brillante pero excéntrico con pretensiones caballerosas, además de otros temas impactantes como el robo, el secuestro, la locura, la falsificación, la seducción o el asesinato. Las características comúnmente asociadas con el fenómeno editorial de la «novela sensacionalista» incluyen las siguientes: matrimonios bígamos; cartas mal dirigidas; triángulos amorosos; heroínas expuestas a peligro físico; drogas, pociones y/o venenos; personajes disfrazados; casualidades preparadas; villanos aristocráticos; tenso detallismo intensificado. Estas características narrativas, comunes a la mayoría de las «novelas sensacionalistas» de los años 1860, fueron pronto parodiadas. El género de «sensation novels» se distinguía de otros géneros contemporáneos, entre ellos la novela gótica, por el establecimiento de los temas citados en escenarios comunes, familiares y a menudo domésticos, socavando así el presupuesto común de la época victoriana según el cual los acontecimientos sensacionales eran algo ajeno y separado de la confortable vida de clase media.

## Recepción
Cuando las «sensation novels» irrumpieron en una tranquila Inglaterra se convirtieron inmediatamente en best-sellers, superando todos los anteriores récords de ventas de libros. Sin embargo, los críticos intelectuales que escribían en publicaciones académicas de la época vituperaron el fenómeno y criticaron a sus escritores practicantes (y a sus lectores) en los términos más duros.[cita requerida] La notoriedad adicional derivada de la lectura de las novelas probablemente no hizo sino contribuir a su popularidad.

## Estilo, características, influencias
Reginald C. Terry emplea el término "detallismo" para describir un aspecto más de la «novela sensacionalista»: su riguroso realismo que se abasteció de un "gusto por el hecho contemporáneo" en sus descripciones y escenarios, una característica que novelistas como Collins mezclaron hábilmente con los emocionantes "ingredientes de suspense, melodrama y conductas extremas". Además, Terry observa cómo las tramas de tales novelas se sirven a menudo del "aparataje" de "herederas arruinadas, testamentos imposibles, cartas condenatorias, esqueletos en alacenas y legados malversados". P. D. Edwards añade aún más "ingredientes" de la fórmula «sensation»: "incendios provocados, chantaje, locura e inocencia acosada (usualmente, en jóvenes y mujeres), todo ello representado en los escenarios sociales más comunes y respetables, y narrado con ostentoso cuidado por la exactitud fáctica y la plenitud de detalles circunstanciales". A todas estas características habría que añadir la investigación realista y comprensiva de la psicología individual y una exploración de la psique femenina a la manera de George Eliot y Charlotte Brontë. La prevalencia de estos "ingredientes" en la ficción popular de las décadas de 1860 y 1870 sugiere que la «novela sensacionalista» extraía su energía de una reacción popular de mediados de la época victoriana frente a la pesadez y la mojigatería de la clase media, reacción que continuaría hasta bien superado el año 1880 y que es evidente en obras victorianas tardías tales como Trilby (1894) de Du Maurier (cuyo villano, Svengali, es una reminiscencia de las mentes criminales sumamente manipuladoras de Collins, excepto por su carencia de estatus caballeroso) y el Dr. Jeckyll y Mr. Hyde (1886) de Stevenson.
Si tomamos las primeras novelas de Collins como referencia, podemos ver que el nuevo subgénero fusiona de hecho conceptos opuestos: posible e improbable al mismo tiempo, sólidamente inglés y aun así exótico, sórdido y aun así respetable, refinado a la par que violento, científico y supersticioso, documental y a pesar de ello inverosímil, realista y a la vez romántico, racional y al mismo tiempo absurdo, pero, sobre todo, romántico y pleno de suspense, "una especie de melodrama civilizado, modernizado y domesticado". Por lo general, en cuanto un escritor "sensacionalista" soluciona un misterio o resuelve un dilema para sus lectores, debe introducir otro con el fin de intensificar el suspense.
George Augustus Sala, indudablemente tratando de legitimar ese formato extremo recientemente aparecido, atribuye la fundación de la «novela sensacionalista» nada menos que a una figura de la talla de Charles Dickens. Si bien algunas de las últimas obras de Dickens, especialmente El misterio de Edwin Drood (1870), presentan algunas de las tendencias de la ficción "sensacionalista", en su última novela más probablemente estaba respondiendo al nuevo género, tal como a los ejemplos producidos por su discípulo y socio en All the Year Round, Wilkie Collins, que remedándolo simplemente. Vestigio de una generación anterior de escritores, Dickens se opuso tan enérgicamente a la sexualidad explícita y al radicalismo social de Hard Cash (Al contado) (1863), de Charles Reade, que adoptó el (para él) inusual recurso de publicar un descargo de responsabilidad a la conclusión de la entrega final de la citada novela en All the Year Round.

## Repercusión
Varios de los escritores "sensacionalistas" actuaron y escribieron para el teatro, y novelas como East Lynne y El secreto de Lady Audley demostraron ser populares entre el público cuando fueron adaptadas a la escena teatral. Aunque el formato es a menudo mencionado como un fenómeno de dos décadas, sus influencias bien pueden ser detectadas en obras escritas con posterioridad a 1880, incluyendo las novelas de Thomas Hardy (cuya primera tentativa, Remedios desesperados, está muy en la vena «sensation»), George Moore, Robert Louis Stevenson y George Du Maurier.